# Liste der Kulturdenkmäler in Leidenborn
In der Liste der Kulturdenkmäler in Leidenborn sind alle Kulturdenkmäler der rheinland-pfälzischen Ortsgemeinde Leidenborn aufgeführt. Grundlage ist die Denkmalliste des Landes Rheinland-Pfalz (Stand: 27. Juni 2022).

## Einzeldenkmäler
| Bezeichnung                           | Lage                | Baujahr | Beschreibung                                        | Bild                           |
| ------------------------------------- | ------------------- | ------- | --------------------------------------------------- | ------------------------------ |
| Quereinhaus                           | Hauptstraße 20 Lage | 1751    | Quereinhaus; dreiachsiger Wohnteil, bezeichnet 1751 | BW                             |
| Katholische Filialkirche St. Antonius | Schulstraße 3 Lage  | 1789    | dreiachsiger Saalbau mit Giebeldachreiter, 1789     | weitere Bilder Fotos hochladen |